# Eroberung der Weihnachtsinsel
Die Eroberung der Weihnachtsinsel (japanischer Tarnname: Operation X) am 31. März 1942 bildete den Abschluss der japanischen Eroberungen im Bereich Sumatra/Java während der Japanischen Invasion Südostasiens im Zweiten Weltkrieg.
Die 300 km südlich von Java gelegene Insel war für die Japaner interessant, da sie reich an für die Kriegsindustrie wichtigen Phosphaten ist. Dazu lag sie in einer strategisch günstigen Lage zur Errichtung einer Aufklärungsbasis für den östlichen Teil des Indischen Ozeans, durch den der Schiffsverkehr auf den Routen zwischen der Ostküste Australiens Richtung Indien und Afrika läuft. Die britische Garnison unter dem Befehl von Hauptmann Leonard Williams bestand nur aus vier britischen und 27 indischen Soldaten; zusammen mit der örtlichen Polizei waren in etwa 100 Mann verfügbar. An schweren Waffen war lediglich ein veraltetes 15-cm-Geschütz verfügbar. Nachdem am 7. März ein japanischer Kampfverband die Insel beschossen hatte, wurde beschlossen, dass die Verteidigung der Insel bei einem Angriff aussichtslos sei und daher kein Widerstand geleistet werden sollte. Die Soldaten gingen daraufhin geschlossen in Kriegsgefangenschaft.
Zur Besetzung der Insel stellten die Japaner eine Streitmacht unter dem Kommando von Konteradmiral Shōji Nishimura zusammen. Der Angriffsverband verfügte über 850 japanische Soldaten, die Leichten Kreuzer Nagara, Naka und Natori sowie die Zerstörer der 9. Zerstörer-Division Satsuki, Minazuki, Fumizuki, Nagatsuki, Natsugumo, Minegumo, Amatsukaze und Hatsukaze. Außerdem gehörten zwei Transportschiffe zum Verband. Der Verband verließ Bantam Bay auf Java am 29. März um 19.00 Uhr. Im Morgengrauen des 31. März wurde die Insel von einem Dutzend japanischer Flugzeuge bombardiert, zusätzlich beschossen zwei Kreuzer und zwei Zerstörer die Insel, wobei unter anderem die Funkstation zerstört wurde. Um 9.45 Uhr wurde die Insel dann ohne Gegenwehr erobert. Beteiligte Einheiten waren die 21. und 24. Spezial-Stützpunkteinheit und die 102. Baueinheit. Am folgenden Tag torpedierte das amerikanische U-Boot Seawolf das japanische Flaggschiff, die Naka. Der schwer beschädigte Kreuzer wurde von der Natori nach Singapur geschleppt.
Nach der Begutachtung der Insel wurde diese von den Japanern als ungeeignet zur Errichtung eines größeren Aufklärungsstützpunktes befunden und bis auf eine kleine Garnison von 20 Mann geräumt. Insbesondere wurde die Insel als zu steinig für einen Hafenbau oder einen Flugplatz eingeschätzt. Vorher wurden noch vorhandene Phosphatgesteine auf zwei Frachtschiffe verladen.